# 石英岩

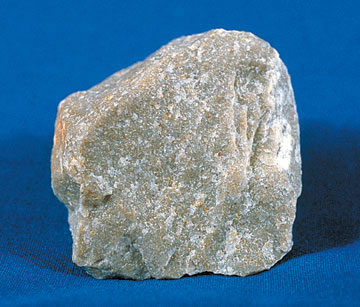

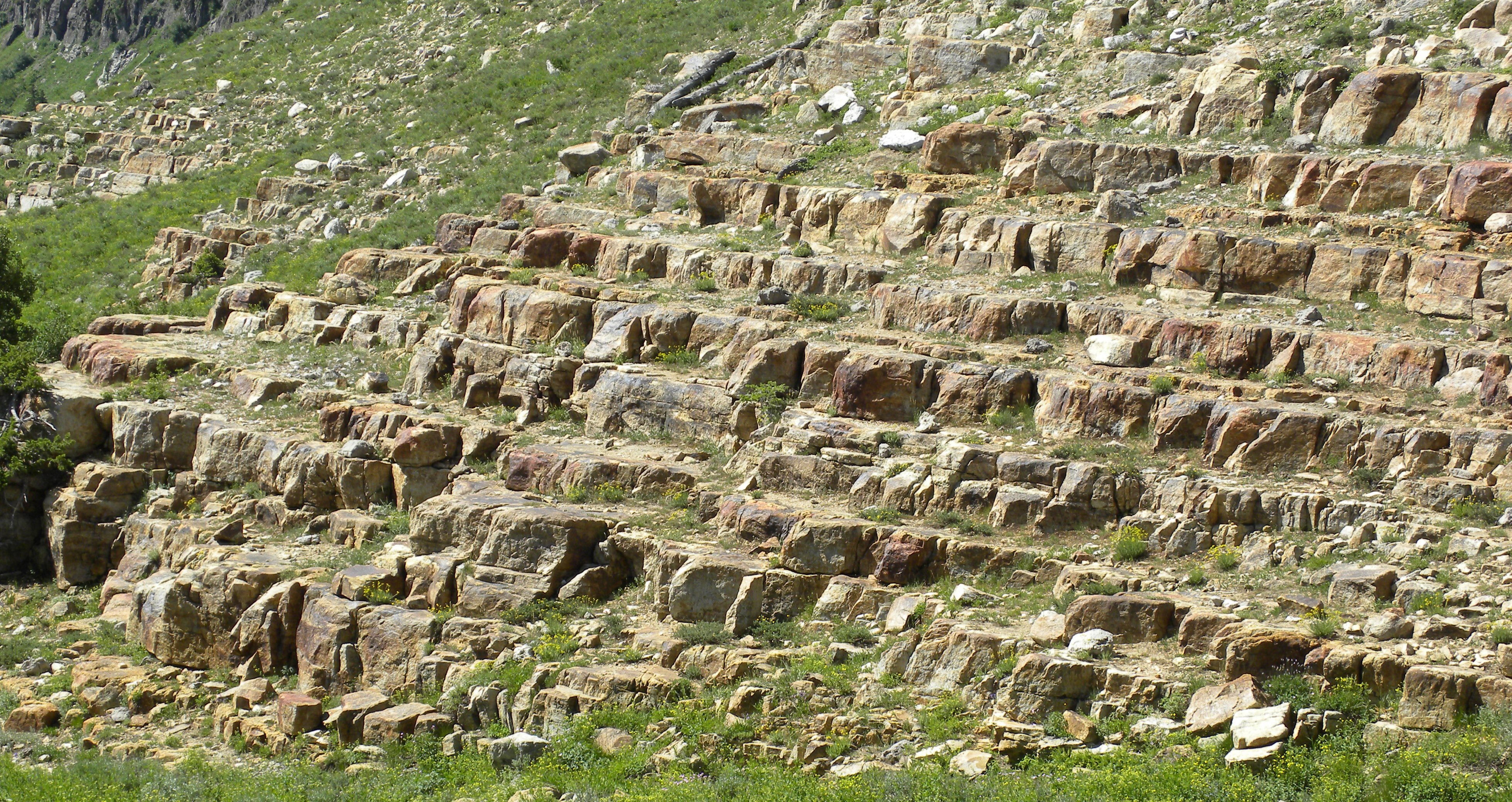

石英岩是石英含量大于85%的一种变质岩，一般是由砂岩或其他硅质岩石经过区域变质作用，重结晶而形成的。在岩浆附近，也可能是硅质岩石经过热接触变质作用而形成石英岩。
主要矿物是石英，一般为浅色或白色，质密坚硬，但其颗粒常结成致密块状，肉眼不容易区分。
石英岩一般为块状构造，粒状变晶结构，也含有少量的长石、绢云母、角闪石、辉石等，有各种颜色，硬度高，可以作为建筑材料或铁路的铺轨石。纯色颗粒细腻的可以作为工艺品雕刻原料。
有一种硅质胶结的石英砂岩，与变质石英岩在肉眼下很难辨认，这样可以看其围岩有无变质作用发生，如果围岩变质，则为石英岩，不然则为沉积石英岩。

## 用途
石英岩的用途廣泛，能作為製造玻璃、陶瓷、冶金、化工、機械、電子、橡膠、塑膠、塗料等行業的重要原料。
一、玻璃：平板玻璃、浮法玻璃、玻璃製品（玻璃罐、玻璃瓶、玻璃管等）、光學玻璃、玻璃纖維、玻璃儀器、導電玻璃、玻璃布及防射線特種玻璃等的主要原料。
二、陶瓷及耐火材料：瓷器的胚料和釉料，窯爐用高矽磚、普通矽磚以及碳化矽等的原料。冶金：矽金屬、矽鐵合金和矽鋁合金等的原料或添加劑、熔劑。
三、建築：混凝土、膠凝材料、築路材料、人造大理石、水泥物理性能檢驗材料（即水泥標準砂）等。
四、化工：矽化合物和水玻璃等的原料，硫酸塔的填充物，無定形二氧化矽微粉。
五、機械：鑄造型砂的主要原料，研磨材料（噴砂、硬研磨紙、砂紙、砂布等）。
六、電子：電子填充料，高純度金屬矽、通訊用光纖等。
七、橡膠、塑料：填料（可提高耐磨性）。
八、塗料：可提高塗料的耐磨性。
九、是生產菱鎂井蓋的主要原料。
十、可作為金屬表面除鏽的噴丸，段砂，噴砂。
十一、是水過濾容器的主要原料。作為純水或污水過濾材料。
石英岩有著堅硬、耐熱、顏色與花紋種類多樣而美觀的特性，因此常被使用為居家裝潢的材料，像是電視牆、廚房中島。

有的石英岩具有天然形成的特殊圖樣可以滿足觀賞的需求，多變的紋路也能融入不同風格的室內設計。

甚至，有些石英岩含有能夠透光的水晶，利用背光的方式能夠產生極其夢幻的視覺效果。